# Allomarkgrafia tubiflora
Allomarkgrafia tubiflora là một loài thực vật có hoa trong họ La bố ma. Loài này được Woodson ex Dwyer mô tả khoa học đầu tiên năm 1966.